# Jana Chochłowa
Jana Wadimowna Chochłowa (ros. Яна Вадимовна Хохлова, ur. 7 października 1985 w Moskwie) – rosyjska łyżwiarka figurowa startująca w konkurencji par tanecznych z Siergiejem Nowickim, z którym zdobyła mistrzostwo Europy w 2009 w Helsinkach. Wcześniej para ta zajęła m.in.:
- 12. miejsce na Igrzyskach Olimpijskich w Turynie (2006)
- 4. miejsce na rozegranych w Warszawie Mistrzostwach Europy w Łyżwiarstwie Figurowym w 2007
- brązowy medal Mistrzostw Europy w 2008 w Zagrzebiu.